# 捻军
捻军（1853年－1868年），清朝官方稱之為捻匪或捻賊，也稱捻亂，是活跃在长江以北安徽北部及江苏、山東、河南三省部分地区的反清農民軍，兴起后一度響應同时期的太平軍。捻军的主要领导人為沃王张乐行、奏王苗沛霖、梁王张宗禹、遵王賴文光、魯王任化邦等。捻军持續活動16年，全盛時曾於同治4年斬殺清军名将、蒙古親王僧格林沁，最後分為東西兩支，由清朝將領李鴻章和左宗棠平定。

## 语源
捻军一名起源於“捻子”，“捻”本是淮北地区方言用字。最初皖豫一帶有游民捏紙燃燒，「燒油捻紙」用來作法，於節慶時聚眾表演，為人驅除疾病、災難以牟利，是稱「捻子」。早期捻子是向鄉民募捐香油錢，購買油捻紙，後來也有恐嚇、勒索，實與盜賊無異。越是荒年歉收，入捻人數越多，所謂“居者為民，出者為捻。”

## 历史

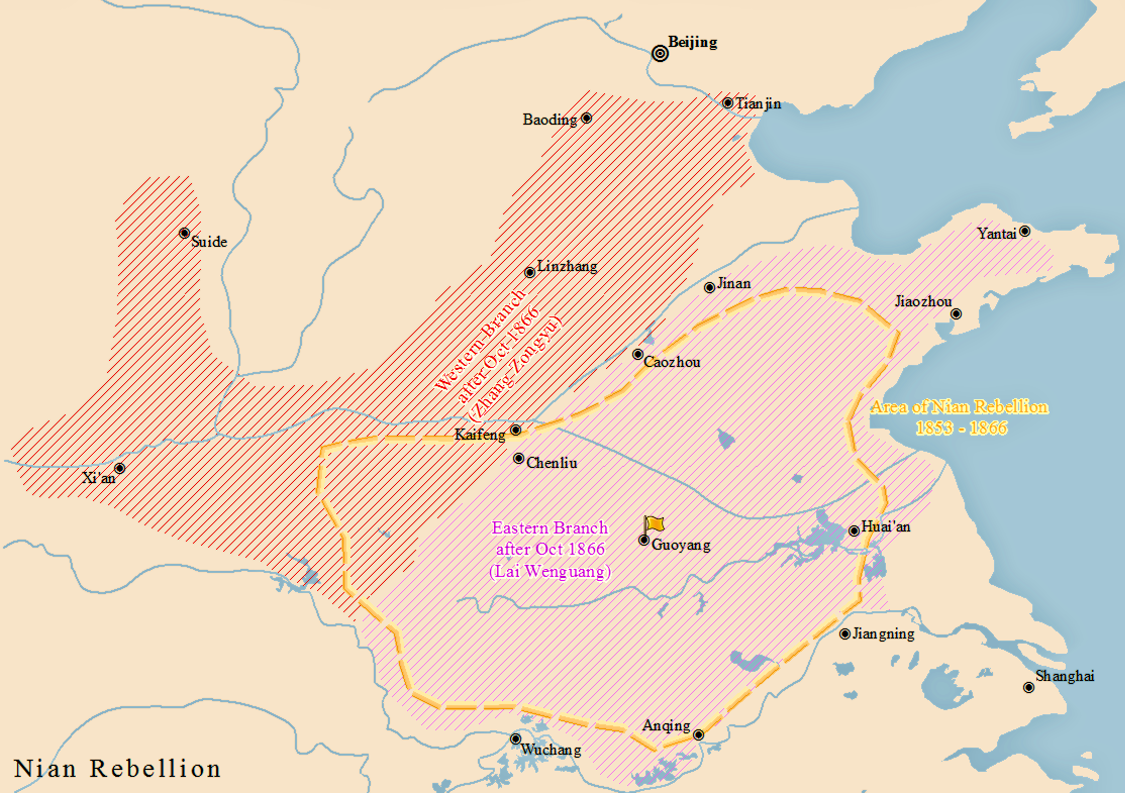
捻军勢力

1853年太平军北伐时，淮河两岸的捻党纷起响应，但太平军並没有重視這股勢力。捻军骑兵纵横驰骋于皖、豫、魯、苏、鄂、陝、晉、直（冀）八省十余年，行蹤飄忽不定，難以捉摸，很少和清军打硬仗。極盛時期總兵力约十万，有萬余騎兵。清廷常把捻军和髮賊（太平军）并列，称之为“髮捻”。捻军一直缺乏明确的戰鬥目标，曾国藩稱：“捻匪之人多志大远不如粤匪”；1865年爆發高楼寨之战，清朝大將僧格林沁親王中伏被全殲。慈禧太后命两江总督曾国藩为钦差大臣，统率湘军、淮军及其他部队镇压新捻军，曾国藩提出重点设防、设立马队、修筑圩寨等一套“以静制动”的攻捻方略，以及“聚兵防河”的计策，企图缩小区域，包围捻军。接下來的幾年慈禧动用數省兵力，放棄早期尾随追打的方法，改利用地形，“畫河圈地”，将捻军堵在狭窄区域內。1866年秋，捻军在河南许州（许昌）分為東、西二捻，东捻军由赖文光、任化邦领导；西捻军由张宗禹领导，进军陕西，二者隨時相呼应。該年11月东捻军在湖北安陆府（今钟祥市）臼口镇，曾擒清提督郭松林，击毙总兵张树珊，消滅曾国荃的湘勇六千人。此時曾国藩因指挥不灵，沙河、贾鲁河、运河防线相继冲破，數次战败，被慈禧撤去钦差大臣職務。
慈禧太后改以李鸿章和左宗棠为钦差大臣，分别攻打东捻军和西捻军。1867年2月19日，捻军在安陆府的尹隆河戰役将淮军刘铭传部围住，击毙其总兵唐殿魁等，湘军鲍超部即時出現，猛攻东捻军之背，使捻军大胜变为大败。此役东捻军折损两万余人，清军傷亡2,000人。該年年底，东捻军被围困于黄河南岸、六塘河北岸、胶莱河西岸、运河东岸地区，最後為李鴻章、劉銘傳所滅，首領任化邦戰死，12月24日山东寿光海滨与南北洋河、弥河间之战，范汝增等陣亡，主力丧失殆尽。不久赖文光被俘後處死。
西捻军得到东捻军告急求援信，突破左宗棠的包围，星夜驰援东捻军，张宗禹计划引兵直捣京畿，迫清军回防，以救东捻军之急。於是西捻军绥德南下清军兵力最薄弱的宜州，越黄河入山西、河南，一度兵臨北京近郊的芦沟桥，慈禧急调直隶各军防堵，紫禁城为此史上罕见紧急戒严一周。由於大雾瀰漫，行军不便，张宗禹临时取消围攻。但至此西捻很明顯誤失軍機，數天後各路清军云集京师内外，西捻军已陷入围困之中，只得突围南下。大军回到豫北，4月间从山东东昌李海务渡口抢渡运河而东，在进攻天津時，为崇厚的洋枪队击退。7月，适逢大雨连绵，黄河、运河水位上升，1868年7月26日商河大战，31日济阳玉林镇大战，西捻皆敗。1868年8月，西捻军被围困在黄河、运河、徒骇河之间，全军覆没，张宗禹不知所終。捻军至此徹底覆滅。

## 年表
- 1851年，捻党在豫南南阳、南召、唐县（今唐河）等地聚众起事。

- 1852年，皖北大旱，入捻農民增多。亳州人張洛行、龔得樹等結捻聚眾萬人攻占河南永城。同年11月，捻眾在安徽亳州雉河集（今安徽涡阳）歃血為盟，推張洛行為盟主，起兵抗清，號稱“十八銅人聚義”。

- 1853年， 太平天国北伐军经安徽、河南时，皖北捻党纷起响应，饥民到处揭竿而起。每年春秋二季集合外出夺取粮食。

- 1855年，黃河決口（開封以東），山東南部、安徽北部、江蘇北部大批災民流離失所，紛紛入捻。亳州、蒙城捻军推张乐行为盟主，号称“大汉永王”（一称大汉明命王），以雉河集（今安徽涡阳县城）为根据地，制定《行军条例》十九条，组成捻军，建立青、紅、黑、白、黃“五行旗军制”，人数达十万，到达高潮。淮河南北，遍地皆捻。

- 1856年，张乐行占领水陆要冲颖州三河尖，接受天王洪秀全封号，但实际上是“听封不听调”。但与陈玉成密切合作。

- 1857年，张乐行与太平军陈玉成会攻霍邱，接受太平天国领导，被封为成天义。

- 1858年至1862年 捻军在豫、皖、苏、鲁等地转战，各有勝負，张乐行晋升为征北主将，又封沃王。

- 1860年（庚申年），捻军为夺取户部皇仓的粮食，攻掠江苏北部京杭大运河畔的商业重镇，驻有南河总督的清江浦（今淮安市主城区），并焚毁清江浦二十里长的街市，以及属于户部的皇仓，和属于工部的四大船厂。但十五公里外驻有漕运总督的淮安府城（今淮安市淮安区）因为城墙高大坚固未能攻下。（参见：庚申之劫）同年攻打的主要城市还有开封和济宁。

- 1861年，捻军尤为活跃，攻破湖北老河口和襄阳、樊城。一支入山东，逼近济南和烟台，为英军、法军击退。

- 1863年，清将僧格林沁攻下亳州雉河集（今安徽涡阳县县城），张乐行被俘。

- 1864年，太平天国失败后，遵王赖文光和梁王张宗禹等重组捻军。赖文光正式授予捻部各將太平天國新王號；新捻军采用灵活机动的战术，逐渐变为一支约十万余人的骑兵部队。

- 1865年5月18日，捻军在山东曹州埋伏，高樓寨之戰全歼穷追不舍的僧格林沁所部骑兵，殺僧格林沁，清軍主力淪喪。华北震动，北京戒嚴。慈禧令曾国藩剿捻。曾改追击为四镇堵剿，于河南周家口、山东济宁、江苏徐州、安徽临淮关分置四镇，驻淮军和湘军八万，将捻包围在苏、豫、皖边区。又在淮北捻军的根据地修筑墟寨，清查户口，实行保甲连坐法。但捻军突破湘军、淮军的包围，进入湖北。又突破开封、朱仙镇间的贾鲁河防线，东走山东。曾國藩被慈禧撤欽差大臣，詔李鴻章繼任。

- 1866年10月，捻军分为东西两部，东由赖文光率领，西由张宗禹率领入陝西。

- 1867年，西捻被左宗棠湘軍围困，东捻被李鸿章淮军围困，突围失败。11月，任柱與劉銘傳戰鬥中遭叛徒潘貴升殺害，主力覆没。西捻军已被左氏擊敗，殘部聞訊突圍，东下救援。

- 1868年1月，东捻在山东胶莱河壽光戰鬥全军覆没，赖文光遭俘虜後被殺；西捻进入陕西，配合回民军作战，后为援救东捻军，一度逼近保定、天津。8月，在山东为淮军围困于鲁西北，恰逢连日大雨，捻骑不能奔驰，西捻溃败，张宗禹也在逃离中失踪，旧说跳黄河逃但不知所终。至此捻军全部失败。